# Tim Birkin
Sir Henry Ralph Stanley »Tim« Birkin, 3. Baronet, britanski dirkač, * 26. julij, 1896, Nottingham, Anglija, Združeno kraljestvo, † 22. junij 1933, London, Anglija, Združeno kraljestvo.
Henry Birkin se je rodil  26. julija 1896 v bogato nottinghamsko družino. Na dirkah za Veliko nagrado je prvič nastopi v sezoni 1927, ko je na dirki za 6 ur Brooklandsa osvojil tretje mesto s tovarniškim moštvo Bentley Ltd., rezultat pa je ponovil tudi na dirki leta 1928, v sezoni 1928 je ob tem dosegel še pet petih mest, največja uspeha kariere pa je dosegel z zmagama na dirki za 24 ur Le Mansa v letih 1929 z Woolfom Barnatom in 1931 z Earlom Howom. Ob tem pa je največji uspeh dosegel na dirki najvišjega tipa Grandes Épreuves za Veliko nagrado Francije v sezoni 1930, ko ga je premagal le Philippe Etancelin. V sezoni 1932 je dosegel še drugo mesto na dirki za 24 ur Spaja, na dirki za Veliko nagrado Tripolija v sezoni 1933, na kateri je sicer osvojil tretje mesto, a se je pri postanku hudo opekel po rokah. 22. junija 1933 je umrl v londonski bolnišnici, vzrok smrtni pa naj bi bili hudo vnetje ran, napad malarije ali kombinacije obojega.

## RezultatiEvropskega avtomobilističnega prvenstva
(legenda)
| Leto | Moštvo    | Konstruktor | 1   | 2     | 3     | Prv | Toč |
| ---- | --------- | ----------- | --- | ----- | ----- | --- | --- |
| 1931 | Privatnik | Maserati    | ITA | FRA 4 | BEL 4 | 16= | 16  |